# Casa no Largo de D. Luís Maldonado Vivião Passanha
A Casa no Largo de D. Luís Maldonado Vivião Passanha, também conhecida como Casa do Infante, é um edifício histórico na vila de Ferreira do Alentejo, no Distrito de Beja, em Portugal.

## Descrição
O edifício consiste numa antiga habitação senhorial, que foi adaptada para um estabelecimento de alojamento turístico, com o nome de Casa do Infante.
A casa está decorada com painéis de azulejo, que foram fabricados em estilo tardo-maneirista, na transição para o século XIX, e que possivelmente terão vindo da Real Fábrica do Rato. Não foram construídos de origem para a casa, tendo sido removidos de um palacete que a família Passanha tinha em Évora. Os azulejos foram colocados em duas salas do andar principal, e são compostos por vários painéis representando motivos florais e cariátides, com legendas em latim.

## História
No século XIX, a vila de Ferreira do Alentejo entrou numa fase de desenvolvimento económico, baseada na expansão da agricultura vinícola, que possibilitou a construção de grandes residências por parte das principais famílias do concelho. Um membro destas famílias, D. Diogo de Vilhena Maldonado Pessanha, ordenou a construção de uma casa no Largo do Ferro de Engomar (posteriormente renomeado para Largo de D. Luís Maldonado Vivião Passanha), na década de 1930. Foi planeada por Vasco Regaleira, uma das maiores figuras da arquitectura do regime do Estado Novo, que utilizou o estilo comum à maior parte das suas obras, influenciado pelo neomanuelismo e pelo ideal da casa portuguesa de Raul Lino da Silva.
Em 1975, o edifício foi comprado pela família Aniceto.

## Ligações Externas
- Casa no Largo de D. Luís Maldonado Vivião Passanha na base de dados Ulysses da Direção-Geral do Património Cultural
- Casa no Largo de D. Luís Maldonado Vivião Passanha na base de dados SIPA da Direção-Geral do Património Cultural
- «Fotografia da Casa do Infante, no sítio electrónico PBase»
- «Página sobre a Casa do Infante, no sítio electrónico da Câmara Municipal de Ferreira do Alentejo»